# Rediu, Galați
Rediu, în trecut Fântâna Oaselor și ulterior Oasele (până in 1964), este satul de reședință al comunei cu același nume din județul Galați, Moldova, România.
Satul in prezent are 1 scoala si o grădiniță,cu o medie de 300 de elevi
 Acest articol despre o localitate din județul Galați este deocamdată un ciot. Puteți ajuta Wikipedia prin completarea lui.